# Pogogyne floribunda
Pogogyne floribunda là một loài thực vật có hoa trong họ Hoa môi. Loài này được Jokerst miêu tả khoa học đầu tiên năm 1992.